# Осек (Сьредський повіт)
Осек (пол. Osiek, нім. Ossig) — село в Польщі, у гміні Костомлоти Сьредського повіту Нижньосілезького воєводства.
Населення — 422 особи (2011).
У 1975-1998 роках село належало до Вроцлавського воєводства.

## Демографія
Демографічна структура станом на 31 березня 2011 року:
|          | Загалом | Допрацездатний вік | Працездатний вік | Постпрацездатний вік |
| -------- | ------- | ------------------ | ---------------- | -------------------- |
| Чоловіки | 199     | 36                 | 150              | 13                   |
| Жінки    | 223     | 40                 | 133              | 50                   |
| Разом    | 422     | 76                 | 283              | 63                   |